# Нефьодов Олександр Степанович
Олександр Степанович Нефьодов (нар. 18 жовтня 1959, Запоріжжя) — український громадський і політичний діяч, дипломат. Голова Запорізької обласної ради. Надзвичайний і Повноважний Посол України в Киргизькій Республіці (у 2014 році).

## Біографія
Народився 18 жовтня 1959 року в місті Запоріжжя. У 1982 році закінчив Запорізький індустріальний інститут, «Металургія кольорових металів», інженер-металург.
У 1977—1982 роках — студент фізико-металургійного факультету Запорізького індустріального інституту.
У 1982 році — інженер-технолог виробництва № 2 Дніпровського електродного заводу в місті Запоріжжі.
У 1982—1984 роках — служба в Радянській армії (Одеський військовий округ).
У 1984—1985 роках — завантажувач-розвантажувач печей, у 1985—1988 роках — начальник бюро з підготовки виробництва, у 1988—1991 роках — інженер 1-ї категорії бюро з підготовки виробництва виробничого відділу Дніпровського електродного заводу.
У 1991—1992 роках — заступник директора з комерційних питань Науково-виробничого підприємства (НВП) «Електропромавтоматика», м. Запоріжжя.
У 1992—1994 роках — комерційний директор підприємства «Арненік», м. Запоріжжя.
У 1994—1999 роках — комерційний директор малого підприємства «Волжанка», м. Уренґой Ямало-Ненецького автономного округу Російської Федерації.
З січня по березень 1999 року — віце-президент спортклубу «Графіт», м. Запоріжжя. З березня 1999 по червень 2000 року — генеральний директор ТОВ ""Спортивний клуб «Графіт», м. Запоріжжя.
З червня 2000 по червень 2006 року — директор ТОВ «Біант», м. Запоріжжя.
Член Партії регіонів.
7 червня 2006 — 31 березня 2010 року — голова Запорізької обласної ради. Член Національної ради з питань взаємодії органів державної влади та органів місцевого самоврядування.
З квітня 2010 по червень 2011 року — керівник Головного контрольного управління Адміністрації Президента України. Голова комісії з вивчення стану роботи з виконання завдань щодо утилізації звичайних видів боєприпасів, непридатних для подальшого використання і зберігання, та компонентів рідкого ракетного палива.
З 30 червня 2011 по 25 січня 2014 року — радник Президента України Віктора Януковича.
25 січня — 19 березня 2014 року — Надзвичайний і Повноважний Посол України в Киргизькій Республіці.
Майстер спорту з дзюдо (1978). Чемпіон Української РСР з дзюдо (1978). Президент Запорізької обласної федерації дзюдо. Віце-президент Запорізької обласної асоціації професійних видів одноборств.
Посадова особа місцевого самоврядування І рангу (2006). Державний службовець І рангу (30.06.2011).